# Amphiura octacantha
Amphiura octacantha is een slangster uit de familie van de Amphiuridae.
De wetenschappelijke naam van de soort werd in 1915 gepubliceerd door Hubert Lyman Clark.